# Ben Howard
Benjamin John Howard (24. travnja 1987.), poznatiji kao Ben Howard, engleski je kantautor. Howard je objavio svoj debitantski EP, Games in the Dark (2008.), u samostalnoj produkciji, nakon čega su uslijedila prva veća izdanja, EP-ovi These Waters (2009.) i Old Pine (2011.). 2011. godine, potpisuje za producentsku kuću Island te izdaje svoj prvi studijski album naslovljen Every Kingdom. Album je bio nominiran za Mercury Prize, 2012. godine. Početkom 2013., osvojio je dvije nagrade Brit.

## Diskografija
Studijski albumi
- Every Kingdom (2011.)

EP
- Games in the Dark (2008.)
- These Waters (2009.)
- Old Pine (2011.)
- Ben Howard Live (2011.)
- The Burgh Island (2012.)

## Vanjske poveznice
- (engl.) Službena stranica
- Ben Howard – MySpace
- Ben Howard – Facebook
- Ben Howard – YouTube